# Virgil Gligor
Virgil Gligor (n. 11 aprilie 1918, Turdaș, Alba – d. 28 ianuarie 1977, București) a fost un medic veterinar român, cercetător și profesor universitar, specialist în igiena animalelor domestice și ameliorarea porcinelor, fondator al științei zooigienei în România. A fost membru corespondent al Academiei Române (1963) și membru titular al Academiei de Științe Agricole și Silvice (1969).

## Biografie

### Copilărie și educație
Virgil Gligor s-a născut la 11 aprilie 1918, în comuna Turdaș, județul Alba, într-o regiune care a dat numeroase valori ale neamului românesc. A urmat școala primară în satul natal, după care a absolvit liceul la Alba-Iulia în anul 1937. În același an s-a înscris la Facultatea de Medicină Veterinară din București, pe care a absolvit-o în 1943.

### Carieră profesională
După finalizarea studiilor, Virgil Gligor a activat ca medic veterinar de plasă în județele Turda și Sălaj, în condițiile dificile de la sfârșitul celui de-al Doilea Război Mondial. În 1949, la vârsta de doar 28 de ani, a fost numit director al Institutului de Cercetări Zootehnice din București, funcție pe care a ocupat-o timp de 20 de ani, fiind singurul care în perioada respectivă nu a fost schimbat după o scurtă perioadă.
În paralel cu activitatea de cercetare, a devenit cadru didactic la catedra de Igiena animalelor domestice a Facultății de Medicină Veterinară și Facultății de Zootehnie din București, devenind profesor titular în 1961, la vârsta de 43 de ani. A ocupat această poziție timp de 17 ani (1961-1977), ridicând disciplina la nivelul importanței pe care o prezintă în domeniul zootehniei.
Experiența și competența sa profesională l-au propulsat pe funcția de ministru adjunct la Ministerul Agriculturii în perioadele 1955-1957 și 1961-1962. În 1963 a devenit membru corespondent al Academiei Republicii Populare Române, iar în 1969 membru titular al Academiei de Științe Agricole și Silvice. De asemenea, a fost recunoscut la nivel internațional ca membru al Academiei de Științe din New York, membru al Societății Regale de Medicină din Londra și membru al Societății Internaționale de Igienă Animală.

### Familie
Din documentele disponibile nu se cunosc detalii despre familia lui Virgil Gligor.

## Activitate științifică
Activitatea științifică a lui Virgil Gligor s-a axat pe trei direcții principale: cercetări în domeniul porcinelor, dezvoltarea științei igienei animalelor domestice și coordonarea lucrărilor de sinteză în domeniul zootehniei.
Cercetări în domeniul porcinelor
A contribuit semnificativ la cunoașterea și ameliorarea raselor de porci din România, efectuând studii aprofundate asupra:
- Raselor locale românești (Stocli, Băltăreț) și posibilităților de ameliorare a acestora prin încrucișări cu rase superioare
- Creării de noi tipuri și rase de porci adaptate la condițiile din România
- Introducerii și adaptării rasei Landrace în România
- Creării rasei Porcul Negru de Dobrogea prin încrucișarea între Marele Alb și Marele Negru
- Influenței microelementelor asupra creșterii porcinelor
- Mortalității embrionare la scroafe
- Circuitului fierului la scroafe și purcei

Printre lucrările sale importante în acest domeniu se numără:
- "Contribuții la cunoașterea porcului local românesc și cercetări preliminare asupra încrucișării lui cu Marele Alb în vederea formării unui tip de carne" (1952)
- "Studiul însușirilor economice ale metișilor G1 în încrucișarea G2-Marele Alb x Stocli, comparativ cu rasele prezentate și cu metiși" (1955)
- "Creșterea porcilor Landrace în RPR în scopul ameliorării raselor noastre" (1960)
- "Ameliorarea raselor de porci de carne din RPR cu Landrace" (1961)
- "Porcul românesc de carne Alb de Rușețu și acțiunea lui amelioratoare în zonă" (1967)

Dezvoltarea științei igienei animalelor domestice
A fost fondatorul și promotorul științei zooigienei în România, efectuând cercetări fundamentale privind:
- Microclimatul din adăposturile pentru animale
- Influența temperaturii asupra creșterii și îngrășării animalelor
- Principiile igienice în construcțiile zootehnice
- Calitatea apei în fermele zootehnice
- Stabulația liberă la taurine
- Microclimatul în stupii de albine

Lucrările sale în acest domeniu au pus bazele științifice ale igienei animalelor domestice în România:
- "Influența temperaturii din adăpost asupra creșterii și îngrășării porcinelor" (1967)
- "Contribuții la cunoașterea și influența factorilor de microclimat în halele de tip industrial pentru găini ouătoare" (1968)
- "Evoluția factorilor de microclimat din halele pentru creșterea păsărilor pe așternut la sol" (1970)
- "Contribuții la studiul microclimatului din stup și stupină" (1972)
- "Principii de igienă în construcțiile zootehnice" (1975)

Coordonarea lucrărilor de sinteză
A coordonat și contribuit la elaborarea unor lucrări fundamentale pentru domeniul zootehniei românești:
- "Zootehnia României" (în patru volume), în calitate de coordonator și autor
- "Igiena animalelor domestice" (două ediții), în colaborare cu D. Ionescu - prima lucrare completă în acest domeniu din România
- Numeroase materiale didactice pentru cursurile zootehnice destinate calificării muncitorilor agricoli

## Lucrări
Virgil Gligor a publicat numeroase lucrări științifice, cursuri universitare și tratate, dintre care cele mai importante sunt:
Cărți și tratate:
- "Creșterea, hrănirea, întreținerea și igienizarea porcilor", Editura Agrosilvică de Stat, București, 1954
- "Creșterea porcilor", Editura Agrosilvică, București, 1961 (în colaborare cu A. Radu)
- "Metode pentru crearea de noi tipuri și rase de animale", Editura Științifică, București, 1965
- "Igiena animalelor domestice", Editura Agrosilvică, București, 1965
- "Igiena animalelor domestice", Editura Didactică și Pedagogică, București, 1971
- "Principii de igienă în construcțiile zootehnice", Editura Ceres, București, 1975
- "Zootehnia României", volumul I, Porcine, Editura Academiei RSR, București, 1969 (coordonator și autor)

Lucrări științifice:
- "Contribuții la cunoașterea porcului local românesc și cercetări preliminare asupra încrucișării lui cu Marele Alb, în vederea formării unui tip de porc de carne", Editura Agrosilvică de Stat, București, 1957
- "Studiul însușirilor economice ale metișilor G1 din încrucișarea Marelui Alb cu Stocli, comparativ cu rasele parentale și metișii G2", Analele ICZ, volumul XIII, 1955 (în colaborare cu A. Radu)
- "Folosirea microelementelor în creșterea porcilor", Probleme Zootehnice și Veterinare, nr. 6, 1961
- "Contribuții la studiul bazelor fiziologice ale folosirii stimulatorilor în îngrășarea ovinelor merinos", Lucrări științifice, ICZ, volumul XXI, 1962
- "Influența temperaturii din adăpost asupra creșterii și îngrășării porcinelor", Revista Zootehnie și Medicină Veterinară, nr. 8, 1967 (în colaborare cu V. Nedelciu)
- "Considerații asupra circuitului fierului la scroafe și purcei", Simpozionul internațional de la Milano, aprilie 1969
- "Formarea și caracteristicile porcului negru de Dobrogea", Lucrări Științifice, ICZ, volumul XXVII, București, 1970
- "Cercetări privind calitatea apei în unele ferme zootehnice", Lucrări Științifice, IANB, București, 1972 (în colaborare cu V. Popescu)

## Contribuții și recunoaștere
Virgil Gligor a fost recunoscut ca una dintre personalitățile marcante ale științelor agricole din România, aducând contribuții esențiale în mai multe domenii:
În domeniul ameliorării porcinelor:
- A studiat și caracterizat rasele locale românești
- A introdus în România rasa Landrace și a promovat utilizarea acesteia pentru ameliorarea raselor locale
- A creat rasa Porcul Negru de Dobrogea prin încrucișări dirijate între Marele Alb și Marele Negru
- A elaborat metode pentru crearea de noi tipuri și rase de porci

În domeniul igienei animalelor domestice:
- A fost fondatorul și principalul promotor al științei zooigienei în România
- A pus bazele științifice ale studierii microclimatului din adăposturile pentru animale
- A stabilit principiile igienice pentru construcțiile zootehnice
- A elaborat primul tratat complet de igienă a animalelor domestice din România

În domeniul organizării cercetării zootehnice:
- A condus Institutul de Cercetări Zootehnice timp de 20 de ani, orientând activitatea acestuia către cerințele dezvoltării zootehniei
- A contribuit la dezvoltarea învățământului superior în domeniul zootehniei și medicinei veterinare
- A coordonat elaborarea lucrării monumentale "Zootehnia României"
- A creat materiale didactice pentru formarea specialiștilor și calificarea muncitorilor din zootehnie

Pentru activitatea sa științifică și profesională, Virgil Gligor a primit numeroase recunoașteri naționale și internaționale:
- Membru corespondent al Academiei Române (1963)
- Membru titular al Academiei de Științe Agricole și Silvice (1969)
- Membru al Academiei de Științe din New York
- Membru al Societății Regale de Medicină din Londra
- Membru al Societății Internaționale de Igienă Animală